# Microscapha yamato
Microscapha yamato is een keversoort uit de familie zwamspartelkevers (Melandryidae). De wetenschappelijke naam van de soort werd in 2004 gepubliceerd door Ishikawa & Sakai.